# Ángela María Autsch
Ángela María del Sagrado Corazón, también llamada Ángela María Autsch bautizada como María Cecilia Autsch (Röllecken, Attendorn, 26 de marzo de 1900 - Auschwitz, 23 de diciembre de 1944) fue una religiosa trinitaria alemana, detenida por los nazis por haber dicho que Hitler es un azote para Europa. Se dedicó al servicio de los más necesitados en los campos de concentración donde estuvo como prisionera, lo que le llevó a ganar el apelativo de el ángel de Auschwitz. Es considerada venerable en la Iglesia católica.

## Biografía

### Infancia y juventud
María Cecilia nació el 26 de marzo de 1900, en una pequeña aldea de la Westfalia alemana, llamada Röllecken, y perteneciente al municipio de Attendorn, en el seno de una familia obrera católica. Era la quinta de siete hijos del matrimonio entre Augusto Autsch y Amalia Schmidt.Por causa de trabajo la familia Autsch debió trasladarse a la población de Bamenohl, cuando María contaba con 8 años de edad. En dicha población recibió su primera y prácticamente única formación escolar.
A los 15 años comenzó a trabajar como aprendiz en los almacenes de moda Bischoff & Broegger, en el pueblo de Finnentrop, llegando a ser una de las más importantes en ventas. Con ello ayudó a su familia en la crisis económica por la que pasaba, ayuda que se hizo más necesaria aún, cuando en 1921 falleció su madre.

### Religiosa Trinitaria
María se trasladó a la casa de su hermano en la población de Heinsberg, allí conoció de cerca la realidad por la que estaba pasando el país. El Nacionalsocialismo ganaba cada día más adeptos, pero ella estaba convencida de que ese partido político era completamente incompatible con la fe cristiana. La situación la llevaba a buscar refugio bajo la dirección espiritual del párroco del pueblo. Poco a poco fue sintiendo el deseo de querer consagrar su vida a Dios.
Parece ser que María conoció la Orden de la Santísima Trinidad a través de una publicación de los religiosos trinitarios de Viena. Con las recomendaciones de su párroco se presentó al recientemente fundado convento de las hermanas trinitarias de Mötz (Austria). Aceptadas las recomendaciones y su petición, ingresó en el mismo el 27 de septiembre de 1933.
El 4 de julio de 1934 recibió el hábito trinitario y tomó el nombre de sor Ángela del Sagrado Corazón. En ese mismo convento hizo su profesión perpetua el 28 de diciembre de 1938. Ángela se caracterizó por su espíritu de servicio entre las hermanas y un buen sentido del humor, incluso en los momentos difíciles por los que pasó la comunidad, durante el tiempo de la dictadura nazi en Austria.

### Detención y campos de concentración
El 10 de agosto de 1940, la religiosa fue detenida por la Gestapo por un comentario que hizo mientras hacía la compra para su convento en el que manifestó que Hitler es un azote para Europa, según consta en la documentación incorporada a su causa.
Sor Ángela fue llevada al campo de concentración de Ravensbrück (Alemania) y después al de Auschwitz (Polonia), donde por ser alemana y tener conocimientos en enfermería fue llevada al dispensario médico del recinto para atenderlo. Fue identificada con el número 512. Durante su estancia en el campo de concentración, sor Ángela se la ingeniaba para evadir a las SS y dar a escondidas más raciones de comida o jabón a las mujeres enfermas. Un día "salvó a una madre de 19 años que llevaban a las cámaras de gas escondiéndola en la enfermería durante tres días".
El 23 de diciembre de 1944 murió la religiosa, tras ser alcanzada por un proyectil durante un bombardeo en el campo de concentración, mientras ayudaba a los enfermos a refugiarse. Supervivientes del campo de concentración testimoniaron que llamaban a sor Ángela El Ángel de Auschwitz y que "era como un rayo de luz y esperanza en medio de aquel infierno".
En 1990 se abrió en Viena (Austria) el proceso diocesano de beatificación de Ángela del Sagrado Corazón y en 1996 fue llevado a Roma y presentado a la Congregación de los Santos. El 21 de mayo de 2018, el papa Francisco firmó el decreto de virtudes por lo cual en la Iglesia católica se le reconoce con el título de venerable.